# Station Betzdorf
Station Betzdorf (Luxemburgs: Gare Betzder) is een spoorwegstation in de Luxemburgse plaats en gemeente Betzdorf.
Het station wordt beheerd door de Luxemburgse vervoerder CFL en ligt aan lijn 3. Het kleine, roodgedekte stationnetje ligt naast de enige spoor-wegkruising van het plaatsje Betzdorf.

## Treindienst
| Serie   | Treinsoort             | Route                                           | Bijzonderheden                        |
| ------- | ---------------------- | ----------------------------------------------- | ------------------------------------- |
| RE 4850 | Regional-Express (CFL) | Luxemburg – Betzdorf – Wasserbillig             | Op werkdagen, één trein per dag.      |
| RB 4800 | Regionalbahn (CFL)     | Luxemburg – Betzdorf – Wasserbillig             |                                       |
| RB 5150 | Regionalbahn (CFL)     | Luxemburg – Betzdorf – Wasserbillig – Trier Hbf | Op werkdagen, enkele treinen per dag. |

CFL Lijn 3:
Luxemburg · Cents-Hamm · Sandweiler-Contern · Oetrange · Munsbach · Roodt · Betzdorf · Wecker · Manternach · Mertert · Wasserbillig
Zie ook: CFL Lijn 1 · CFL Lijn 2 · CFL Lijn 4 · CFL Lijn 5 · CFL Lijn 6 · CFL Lijn 6a · CFL Lijn 6b · CFL Lijn 6c · CFL Lijn 7